# Kaufzeitung
Bei der Kaufzeitung handelt es sich um eine Tageszeitung, die überwiegend im Einzelverkauf vertrieben wird, z. B. am Zeitungskiosk oder von Straßenhändlern. Die Begriffe Straßenverkaufszeitung und Boulevardzeitung werden manchmal synonym verwendet.
Deutschlands bekannteste und auflagenstärkste Kaufzeitung ist die Bild-Zeitung, die allerdings mittlerweile auch  abonniert werden kann.
Das Gegenstück zur Kaufzeitung ist die Abonnementzeitung.